# Ball de Nans de Vilafranca
El Ball de Nans de Vilafranca és un ball de capgrossos que forma part del seguici de la Festa Major de Vilafranca del Penedès. La introducció del ball al seguici data de 1859, però les peces actuals són d'ençà de 1989 quan els caps van ser substituïts per figures de personatges populars de la vila com el «Quique» (Enric Moya), el «Tiburón» (Josep M. Santacana), el «Cabra» (Joan Balaguer), el «Jànio» (Joan Anton Martí), l’Alcalde (Joan Aguado), la «Cutxi-cutxi» (Gertrudis Trens), la «Pipera» (Adelina Alonso) o el Mestre Graller (Jaume Rafecas). Des de 1982 l'Humbert, la Roseta, el Canyamàs i la Zingarel·la s'independitzen del ball i formen els Capgrossos de Vilafranca amb coreografies pròpies.

## Història
Les primeres referències al Ball de Nans de Vilafranca les trobem el 1834, tot i que no fou fins al 1859 que participaren per primer cop a la festa major. Les figures van néixer com a oposició als gegants entesos com a representació del poder. Tot i això, aquests caps van anar variant molt a causa de la fragilitat dels materials. A partir dels anys vint es van anar substituint les peces i cap als anys quaranta el ball estava format per vuit caps en sèrie fets al taller El Ingenio que no formaven parelles: el Gepetto, el Moro, la Negreta, el Pallasso, el Xinès, el Casteller, el Grouxo, l'Indi, el Turc, el Vell i el que fa l'ullet.
El 1968 es van afegir al ball dels capgrossos fruit de la donació de l'Acadèmia de Tastavins Sant Humbert: l'Oriol (més tard l'Humbert) i la Roseta, com a representació d'un pagès i una pubilla. Un any més tard s'hi afegí una parella de gitanos (batejats com a Zingarel·la i Canyamàs el 1993). Tanmateix, aquests quatre capgrossos es van independitzar del ball de nans el 1982 i van esdevenir una colla amb una coreografia pròpia: els Capgrossos «grossos», avui simplement Capgrossos.
Posteriorment, els caps antics dels anys quaranta que es mantingueren fins al 1989 s'anaren substituint progressivament per caps nous a imatge de personatges il·lustres de la vila: el «Quique» dels Cavallets (Enric Moya), el Mestre Graller (Jaume Rafecas), el «Mariano» de les espardenyes (Fèlix Balañà), el «Cabra» (Joan Balaguer), el Casteller dels Xicots (Joan Sol), el «Mènec» (Carles Domènech, dels Castellers de Vilafranca), l’Alcalde (Joan Aguado), la «Pipera» (Adelina Alonso), el «Jànio» (Joan Anton Martí), el «Tiburón» (Josep M. Santacana) i la «Cutxi-cutxi» (Gertrudis Trens). Dels caps dels anys quaranta el ball només mantingué el del Pallasso. Paral·lelament, el 1974 s'estrenaren vestits propis i una coreografia amb el Ball Nou, la Polca, el Valset, la Serp i el Creuat.
El 2010 es van produir diversos canvis al ball, es va reduir el nombre d'integrants del grup de 26 a 20 i es va canviar el vestuari. Blanca Ferré va ser l'encarregada d'aquest redisseny que va tenir com a novetat principal el fet que el vestit va passar a estar incorporat al cap. El 2024, el ball va presentar una sèrie de canvis de vestuari en alguns dels personatges (el Tiburon, la Cutxi-Cutxi, el Quique, el Balañà, el Jànio i el Pallasso) i també s'han fet modificacions de vestuari i coreogràfiques que tenien com a objectiu donar més protagonisme al personatge del Rei, una figura que, tot i ser l’encarregada d’obrir pas al ball i dirigir-lo, darrerament havia quedat una mica desdibuixada. Després de fer recerca s'ha dissenyat un nou vestuari per aquest personatge i s'ha recuperat la vara del Rei que apareix en fotografies antigues.